# Pseudautomeris subcoronis
Pseudautomeris subcoronis är en fjärilsart som beskrevs av Lemaire 1966. Pseudautomeris subcoronis ingår i släktet Pseudautomeris och familjen påfågelsspinnare. Inga underarter finns listade i Catalogue of Life.